# Спиринцы
Спиринцы — опустевшая деревня в Омутнинском районе Кировской области. Входит в Залазнинское сельское поселение.

## География
Находится на расстоянии примерно 25 километров по прямой на восток-юго-восток от районного центра города Омутнинск вблизи деревни Вороны.

## История
Починок Спиринский возник предположительно в период с 1873 по 1891 годы. В 1891 году учтено дворов 11 и жителей 73, в 1926 24 и 135 соответственно. В советское время работали колхозы «Восток» и «Верный путь».

## Население
Постоянное население  составляло 4 человека (русские 100%) в 2002 году, 0 в 2010.